# Sân vận động Paycor
Sân vận động Paycor (tiếng Anh: Paycor Stadium) là một sân vận động bóng bầu dục ngoài trời ở Cincinnati, Ohio. Đây là sân nhà của Cincinnati Bengals của National Football League và được khánh thành vào ngày 19 tháng 8 năm 2000. Ban đầu được gọi Sân vận động Paul Brown theo tên người thành lập Bengals, Paul Brown, sân vận động nằm trên khu đất rộng khoảng 22 mẫu Anh (8,9 ha) và có sức chứa 65.515 chỗ ngồi. Sân vận động Paycor có biệt danh là "The Jungle", ám chỉ không chỉ môi trường sống tự nhiên cùng tên của hổ Bengal mà còn là bài hát "Welcome to the Jungle" của Guns N' Roses, bài hát không chính thức của đội.